# Félix Bossuet
Félix Bossuet (Párizs, 2005. február 23. –) francia gyermekszínész.
A Belle és Sébastian és a Belle és Sébastian – A kaland folytatódik című filmekben játszotta Sébastian szerepet.

## Filmográfia
- 2013: Belle és Sébastien – Sébastien
- 2015: Belle és Sébastien – A kaland folytatódik – Sébastien
- 2015: Az én szerelmem – a gyermek Simbad
- 2016: Csokoládé – Gustave
- 2016: Örökké – Jean (8-9 éves)
- 2016: Kitoloncolás (Débarquement immédiat) – Antoine
- 2016: Capitaine Marleau – 1 epizód – Alex

## Fordítás
Ez a szócikk részben vagy egészben  a   Félix Bossuet című francia Wikipédia-szócikk ezen változatának fordításán alapul.  Az eredeti cikk szerkesztőit annak laptörténete sorolja fel. Ez a jelzés csupán a megfogalmazás eredetét és a szerzői jogokat jelzi, nem szolgál a cikkben szereplő információk forrásmegjelöléseként.